# Brutus (automobile)
La Brutus è un'autovettura realizzata in unico esemplare nel 2006.

## Sviluppo
La progettazione del veicolo incominciò quando un addetto dell'Auto-Technik Museum di Sinsheim ritrovò in una discarica spagnola nel 2002 un motore aeronautico proveniente da un Heinkel He 111. Inizialmente, tale propulsore avrebbe dovuto essere esposto nel museo, ma quattro anni dopo il direttore del museo Hermann Layher decise di crearvi attorno un'autovettura.

## Tecnica
Per la realizzazione della Brutus, fatta eccezione del motore BMW VI da 750 CV, fu impiegato il telaio di un camion dei pompieri American LaFrance del 1908. La trasmissione a tre marce sfrutta l'utilizzo di un sistema a catena, mentre il corpo vettura è stato realizzato da un gruppo di appassionati appartenenti all'Auto-Technik Museum di Sinsheim. Il veicolo riesce a raggiungere una velocità massima di 200 km/h.